# Eric Pearson
Pour les articles homonymes, voir Pearson.
 (mars 2024).
La mise en forme du texte ne suit pas les recommandations de Wikipédia : il faut le « wikifier ».
Les points d'amélioration suivants sont les cas les plus fréquents. Le détail des points à revoir est peut-être précisé sur la page de discussion.
- Les titres sont pré-formatés par le logiciel. Ils ne sont ni en capitales, ni en gras.
- Le texte ne doit pas être écrit en capitales (les noms de famille non plus), ni en gras, ni en italique, ni en « petit »…
- Le gras n'est utilisé que pour surligner le titre de l'article dans l'introduction, une seule fois.
- L'italique est rarement utilisé : mots en langue étrangère, titres d'œuvres, noms de bateaux, etc.
- Les citations ne sont pas en italique mais en corps de texte normal. Elles sont entourées par des guillemets français : « et ».
- Les listes à puces sont à éviter, des paragraphes rédigés étant largement préférés. Les tableaux sont à réserver à la présentation de données structurées (résultats, etc.).
- Les appels de note de bas de page (petits chiffres en exposant, introduits par l'outil «  Source ») sont à placer entre la fin de phrase et le point final[comme ça].
- Les liens internes (vers d'autres articles de Wikipédia) sont à choisir avec parcimonie. Créez des liens vers des articles approfondissant le sujet. Les termes génériques sans rapport avec le sujet sont à éviter, ainsi que les répétitions de liens vers un même terme.
- Les liens externes sont à placer uniquement dans une section « Liens externes », à la fin de l'article. Ces liens sont à choisir avec parcimonie suivant les règles définies. Si un lien sert de source à l'article, son insertion dans le texte est à faire par les notes de bas de page.
- La présentation des références doit suivre les conventions bibliographiques. Il est recommandé d'utiliser les modèles {{Ouvrage}}, {{Chapitre}}, {{Article}}, {{Lien web}} et/ou {{Bibliographie}}. Le mode d'édition visuel peut mettre en forme automatiquement les références.
- Insérer une infobox (cadre d'informations à droite) n'est pas obligatoire pour parachever la mise en page.

Pour une aide détaillée, merci de consulter Aide:Wikification.
Si vous pensez que ces points ont été résolus, vous pouvez retirer ce bandeau et améliorer la mise en forme d'un autre article.
Eric Pearson, né le 14 décembre 1984, est un scénariste américain. Il a travaillé pour Marvel Studios en écrivant divers courts métrages appartenant au label Marvel One-Shots, et a également écrit le scénario des films Thor : Ragnarok (2017), Black Widow (2021), Godzilla vs Kong (2021), Thunderbolts (2025) et Les Quatre Fantastiques (2025).

## Biographie et carrière
Eric Pearson a étudié l'écriture de scénarios à la Tisch School of the Arts de l'Université de New York. Il a été inscrit au programme d'écriture de scénario de Marvel Studios en 2010.

## Filmographie

### Courts-métrages
- 2011 : Le Consultant
- 2011 : Une drôle d'histoire en allant voir le marteau de Thor
- 2012 : Article 47
- 2013 : Agent Carter

### Longs métrages
- 2017 : Thor : Ragnarok [2]
- 2021 : Godzilla vs Kong
- 2021 : Black Widow
- 2025 : Thunderbolts*[3]
- 2025 : Les Quatre Fantastiques : Premiers pas (The Fantastic Four: First Steps) de Matt Shakman[4]

Réécritures non créditées
- 2015 : Ant-Man
- 2017 : Spider-Man: Homecoming
- 2018 : Pacific Rim: Uprising
- 2018 : Avengers: Infinity War
- 2019 : Avengers: Endgame
- 2019 : Pokémon : Détective Pikachu

### Séries télévisées
| Année     | Titre        | Remarques  |
| --------- | ------------ | ---------- |
| 2015-2016 | Agent Carter | 8 épisodes |